# María Macarita Elizondo Gasperín
María Macarita Elizondo Gasperín es una abogada, jurista y funcionaria pública mexicana, tomó protesta como consejera del Instituto Federal Electoral desde 15 de agosto de 2008.

## Perfil Biográfico
Egresada de la Facultad de Derecho de la Universidad Nacional Autónoma de México con Mención Honorífica. Obtuvo la “Medalla: Gabino Barrera” en 1987, la cual es entregada por el Rector de dicha Casa de Estudios en reconocimiento al mérito universitario y la brillante carrera profesional. Realizó estudios de Especialización en Derecho Constitucional y Administrativo, Maestría y Doctorado en la División de Estudios de Postgrado en esta Universidad, obteniendo el Grado de Doctora en Derecho con Mención Honorífica.
Ha llevado algunos otros cursos y estudios de alto nivel, entre los que se cuentan: El curso de Especialización de la Carrera Judicial Federal impartido por el Instituto de Especialización Judicial de la Suprema Corte de Justicia de la Nación, y el Curso de Especialización en Justicia Electoral impartido por el Tribunal Federal Electoral.
Es miembro de diversos Colegios e Institutos entre los que se citan: El Instituto Iberoamericano de Derecho Procesal (miembro de número); y la Asociación Internacional de Derecho Procesal; el Instituto Mexicano del Amparo; La Asociación Nacional de Doctores en Derecho, Colegio de Profesionistas A.C.; el Colegio Nacional de Profesores de Garantías y Amparo de la Facultad de Derecho de la UNAM; La Asociación Mexicana de Pedagogía; el Instituto Mexicano de Derecho Procesal A.C. –donde ingresó en 1998 con el trabajo de oposición recepcional denominado “Derecho Procesal Constitucional”-; El Claustro Académico de Doctores de la Universidad Nacional Autónoma de México. 
Desde 1986 es catedrática de las materias de “Garantías Individuales y Sociales”, y “El Juicio de Amparo”, en la Facultad de Derecho y en la materia de Técnicas Jurisprudenciales, Amparo, Poder Judicial y Derecho Procesal Electoral y Derecho Probatorio en la División de Estudios de Postgrado de la UNAM.
Ha recibido diversos reconocimientos y distinciones por su alto desempeño académico entre los que se encuentra la Cátedra Especial “Alfonso Noriega Cantú” y la Cátedra Extraordinaria “José Castillo Larrañaga” que le asignó el Consejo Técnico de la Facultad de Derecho de la UNAM, así como las medallas (en el año 2003 y 2006) a sus más de veinte años ininterrumpidos en la docencia universitaria. Recibió las llaves de la Ciudad de Córdoba, Veracruz, y su nombre fue inscrito en el salón Central del Palacio Municipal, como reconocimiento a su trayectoria ciudadana y del empeño profesional a favor de la democracia. Lleva el nombre de la Doctora Elizondo la biblioteca de la Fiscalía de la Atención para los Delitos Electorales en Guerrero, entre otros reconocimientos.
Ha participado en más de cien Foros y Seminarios Jurídicos a nivel Nacional e Internacional –estos últimos con la intervención de la Organización de las Naciones Unidas- sobre el análisis de temas constitucionales, electorales, procesales y jurisprudenciales, y ha publicado más de 50 artículos en revistas especializadas en Derecho (nacionales y europeas) en los que ha abordado, desde hace quince años atrás, diversos temas como: la implementación del uso de las computadoras en la administración de justicia, el voto electrónico, la defensa del candidato como interés público nacional, y la visión vanguardista del control constitucional electoral.
Es coautora de las obras intituladas “Estudio Teórico Práctico del Sistema de Medios de Impugnación en Materia Electoral”, “Diccionario Jurídico de Derecho Procesal”; “Derecho Procesal Constitucional”, “El arte de litigar”, “El control constitucional electoral”, y “Nulidad de Elección. Causales genérica y abstracta” y autora de los libros: “Temas Selectos del Derecho Electoral. Formación y Transformación de las Instituciones” y “Las causales nulidad electoral. Doctrina Jurisprudencial. Estudio de las pruebas”, Prontuario Electoral, Procedimiento Administrativo Sancionador", "Género", entre otros.
Su antigüedad ininterrumpidamente desde 1987 en materia electoral ha sido principalmente de corte jurisdiccional, primero como miembro fundador del Tribunal de lo Contencioso Electoral Federal, después como Juez del Tribunal Federal Electoral (1994), Asesora del Presidente del Tribunal Electoral del Poder Judicial de la Federación (1996), y Coordinadora de Jurisprudencia y Estadística Judicial (1997); Magistrada del Tribunal Electoral del Poder Judicial de la Federación en la V Circunscripción Plurinominal, designada por el Senado de la República, a propuesta de la Suprema Corte de Justicia de la Nación (2000-2008); posteriormente se desempeñó como Directora de Difusión del Centro de Capacitación del Tribunal Electoral del Poder Judicial de la Federación y actualmente es Consejera Electoral del Instituto Federal Electoral, designada por la Cámara de Diputados el 20 de junio de 2008.